# Fitzwilliam Darcy
Fitzwilliam Darcy, o semplicemente il Signor Darcy, è il più noto personaggio maschile dei romanzi della scrittrice romantica inglese Jane Austen. Rappresenta un archetipo dell'uomo di classe, solitario e sfacciato, che, infine, diventa l'eroe Romantico.
Appare in Orgoglio e pregiudizio.

## Il personaggio
Darcy è un ricco gentiluomo e proprietario terriero, dalla figura alta e raffinata, dai bei lineamenti e dal portamento signorile. Molto colto e intelligente, è anche una persona fortemente orgogliosa e riservata, quasi asociale. Alla sua prima apparizione nel romanzo, durante un ballo, suscita subito grande ammirazione in chiunque lo scorga: i signori per il portamento nobile e austero, le signore giudicandolo molto più attraente del Signor Bingley (e molto più ricco). Ma queste impressione sul suo conto durano poco, fino appena all'inizio della serata, durante la quale inoltre "ballò solo due volte" e solo con le sorelle del suo amico, Mrs. Hurst, e Miss Bingley. Viene allora giudicato dai convitati come una persona superba e altera, catturandosi immediatamente l'antipatia di tutti, soprattutto quella dell'eroina Elizabeth Bennet, giovane graziosa e brillante, di natali più modesti e attorniata da una famiglia chiassosa e imbarazzante.
Durante il ballo, Darcy si era appena degnato di trovare Elizabeth "graziosa", ma dal volto e portamento per nulla straordinari e comunque "non abbastanza bella per tentare un uomo par mio". Poi arriva ad ammettere che, dietro a quei due avvenenti occhi scuri, ci sia una rara intelligenza, iniziando a stimolare sempre più il suo interesse. Gradualmente si trova a dover combattere una battaglia interiore fra l'orgoglio di classe e l'amore per Elizabeth; deve persino accettare il secco rifiuto della ragazza alla sua proposta di matrimonio. In seguito, la sua alterigia si scoprirà essere disagio verso gli avvenimenti mondani e le loro frivolezze: Darcy si rivela essere un uomo generoso e onesto, capace di accettare e correggere i propri errori, di dimenticare l'orgoglio e di mettere in gioco i propri sentimenti, guadagnando così anche l'amore di Elizabeth.
Nel finale del romanzo, si scopre che è stato lui a permettere a Lydia, sorella minore di Elizabeth, di sposare Mr. Wickham col quale era fuggita, e di salvare così la propria reputazione. Si propone nuovamente ad Elizabeth, avendo intuito - grazie ad un dibattito molto acceso tra la ragazza e la zia di lui, Lady Catherine De Bourgh a proposito del loro presunto matrimonio - che la giovane aveva cambiato idea su di lui. Il romanzo si conclude con il suo matrimonio con Elizabeth e quello di Mr. Bingley con Jane, sorella maggiore di Elizabeth.

## Amicizie e parentele
- Georgiana Darcy: è la sorella minore di dieci anni. Le vuole un gran bene. Riesce a dissuaderla dal fuggire con Mr. Wickham, pochi anni prima delle faccende avvenute nell'Hertfordshire, e da allora sarà molto protettivo nei suoi confronti. Farà di tutto per farle incontrare Elizabeth, così da avere il suo parere.
- Charles Bingley: il suo più caro amico al quale sconsiglia inizialmente di prendere in moglie Jane Bennet. Successivamente, avvedutosi dei reali sentimenti della ragazza per l'amico - nonché di quelli mai sopiti di lui per lei - gli dirà di essersi sbagliato, e lo convincerà a proporsi alla ragazza, certo del suo consenso.